# Abraham Furtado

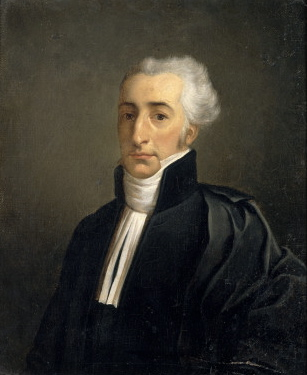
Abraham Furtado

Abraham Furtado (geboren 30. Juli 1756 in London; gestorben 29. Januar 1817 in Bordeaux) war ein französischer Politiker. Furtado stammte aus einer portugiesischen Marranenfamilie. Er setzte sich seit 1806 vor allem als Präsident der von Napoleon einberufenen jüdischen Notabelnversammlung für jüdische Rechte ein. Zeitweise war er stellvertretender Bürgermeister von Bordeaux.

## Leben
Die Eltern von Abraham Furtado waren portugiesische Marranen aus Lissabon. Während des Erdbebens von Lissabon 1755 wurde der Vater getötet. Die Mutter ging daraufhin nach London, wo sie sich offen zum Judentum bekannte. Nach der Geburt ihres Sohnes zog sie zunächst nach Bayonne und dann nach Bordeaux, wo Abraham die Schule besuchte.
Als junger Mann trat Furtado in eine Schiffs-Assekuranz ein. Nach einer kurzen Tätigkeit als Kaufmann widmete er sich dem Handel mit Grundstücken. In seiner Freizeit beschäftigte er sich mit naturwissenschaftlichen Fragen und schrieb an einem Werk, das in Auszügen publiziert wurde und ihm viel Anerkennung einbrachte.
Als Malesherbes eine Kommission einrichtete, die Vorschläge zur Verbesserung der Situation der Juden in Frankreich erarbeiten sollte, wurde auch Fuentes in diese einberufen. 1789 wurde Furtado Munizipalrat von Bordeaux. Da er den Girondisten nahestand, wurde er 1793 aus Frankreich ausgewiesen und enteignet. Erst nach dem Ende der Terrorherrschaft kehrte er nach Frankreich zurück und wurde ins Wahlkollegium der Gironde berufen.
1806 lud Napoleon jüdische Würdenträger und Fachleute nach Paris, unter ihnen auch Furtado. Von dieser Versammlung, der „Assemblée des Notables“, wurde er als Präsident gewählt. Die Versammlung sollte Antworten auf die ihnen gestellten Fragen zum Verhältnis von jüdischem und staatlichem Recht, jeweils basierend auf Grundsätzen von Halacha und Bibel, finden.
Sprecher des am 9. Februar 1807 konstituierten Grand Sanhédrin wurde  Abraham Furtado, den der Abbé Grégoire so sehr schätzte, dass er ihn für den bedeutendsten französischen Juden hielt.
Als der Grand Sanhédrin unvermittelt aufgelöst wurde, trat die Notablenversammlung wieder zusammen und Furtado wurde ihr Sekretär. Am 8. März 1807 unterzeichnete er im Pariser Rathaus, als einer der 71 jüdischen Würdenträger des napoleonischen Kaiserreiches, die „Lehrbeschlüsse des Großen Sanhedrin“.

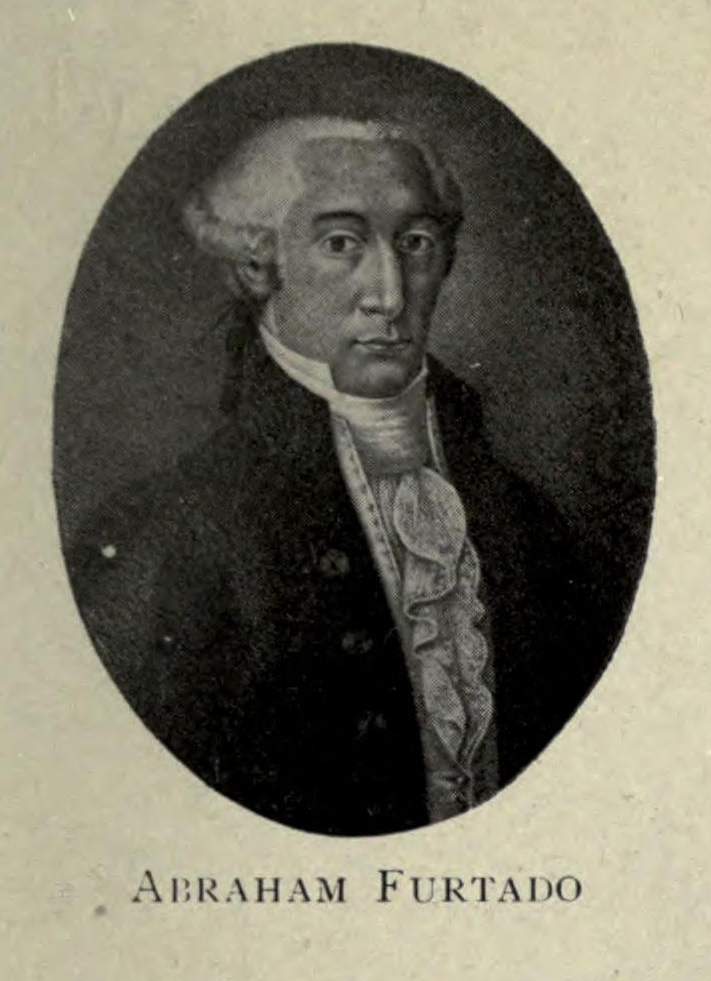
Rabbi Abraham Furtado

Nach der Entmachtung Napoleons, schloss er sich den Royalisten und dem am 12. März 1814 nach Bordeaux zurückgekehrten Herzog von Angoulême an. an. Ein während der Hundert Tage angebotenes Amt als Beigeordneter des Stadtrats von Bordeaux lehnte er ab. 1815 setzte ihn Ludwig XVIII. als Kämmerer in Bordeaux ein.
Eine Schwester Furtados, Rebecca Mendez Furtado, heiratete 1765 in London Benjamin D’Israeli (1730–1816); sie waren die Großeltern des zweimaligen britischen Premierministers Benjamin Disraeli. Abrahams Bruder Joseph Furtado (1757–1840) wurde Rabbiner von Bayonne. Dessen Sohn Élie Furtado (1769–1869) und Rose, geb. Fould (1791–1870) waren die Eltern von Cécile Charlotte Furtado (1821–1896), die am 2. Oktober 1838 Beer Carl Heine (1810–1865) heiratete, den Sohn des Hamburger Bankiers Salomon Heine und Cousin von Heinrich Heine. Ihre Tante Auguste Furtado, eine Schwester Élie Furtados, verstarb 1894 unverheiratet in Bayonne.

## Nachruhm
- In Bordeaux ist eine Straße nach Abraham Furtado benannt.
- Die Schriftstellerin Doris Wittner (1880–1937) ließ Abraham Furtado in ihrer historischen Erzählung Der tote Jude auftreten.

## Schriften
- [Mit David Gradius und Salomon Lopes-Dubec:] Lettre adressée à M. Grégoire, curé d'Emberménil, député de Nancy, par les députés de la nation juive portugaise, Versailles 1789 (Web-Ressource).
- Discours de MM. les Commissaires de S. Majesté impériale et royale, prononcé à l’Assemblée des Français professant le culte de Moïse, dans la séance du 18. séptembre 1806, Plassan, Paris 1806
- Discorso pronunziato nella grande sinagoga di Parigi, all' occasione dell' apertura del Gran Sanhedrim, Levrault, Paris 1807.
- Lettre & adresse par une société d'Israelites à Francfort s/m, qui à pour but de contribuer des Israëlites à Monsieur Furtado, président de l'Assemblée des Députés des Israélites à Paris, et la réponse, o. O., 1807.